# EHF Champions League der Frauen 2005/06
An der Champions League Saison 2005/06 nahmen insgesamt 31 Handball-Vereinsmannschaften teil, wovon 16 in die Gruppenphase einzogen. Es war die 46. Austragung der EHF Champions League bzw. des Europapokals der Landesmeister. Der Titelverteidiger war Slagelse DT.

## Modus
Von den 31 Mannschaften erreichten 16 die erste Gruppenphase. Die ersten beiden dieser Gruppen spielten dann ab dem Viertelfinale im K.-o.-System. Alle Anwurfzeiten richteten sich nach dem Heimspielort (Zeitzonen).

## Qualifikation 1
Die Hinspiele fanden am 3./4./9./10. September 2005 statt. Die Rückspiele fanden am 10./11. September 2005 statt.
|                             | Gesamt  |                               | Hinspiel          | Rückspiel         |
| --------------------------- | ------- | ----------------------------- | ----------------- | ----------------- |
| C.S. Silcotub Zalau         | 64 : 42 | TSV St. Otmar St. Gallen      | 33 : 21 (19 : 07) | 31 : 21 (14 : 07) |
| BNTU Minsk Region           | 44 : 63 | HB Metz Moselle Lorraine      | 27 : 30 (14 : 14) | 17 : 33 (08 : 17) |
| 1. FC Nürnberg              | 70 : 42 | Sassari Citta' Dei Candelieri | 38 : 22 (17 : 13) | 32 : 20 (16 : 11) |
| Slovan Duslo Sala           | 56 : 51 | GAS Anagennisi Artes          | 33 : 27 (14 : 11) | 23 : 24 (12 : 14) |
| Podravka Vegeta, Koprivnica | 70 : 42 | Madeira Andebol SAD           | 38 : 23 (15 : 11) | 32 : 19 (15 : 12) |
| Omni SV Hellas, Den Haag    | 42 : 69 | HC "Motor" Zaporozhye         | 23 : 34 (11 : 17) | 19 : 35 (09 : 23) |
| Ankara Havelsan             | 60 : 64 | SPR ICom Lubin                | 28 : 27 (15 : 14) | 32 : 37 (18 : 19) |

## Qualifikation 2
Die Hinspiele fanden am 30. September und am 1./2. Oktober 2005 statt. Die Rückspiele fanden am 2./8./9. September 2005 statt.
|                             | Gesamt     |                           | Hinspiel          | Rückspiel         |
| --------------------------- | ---------- | ------------------------- | ----------------- | ----------------- |
| Viborg HK A/S               | 75 : 50    | ZRK Celje Celjske Mesnine | 48 : 25 (21 : 13) | 27 : 25 (15 : 14) |
| Byasen Trondheim            | 54 : 45    | C.S. Silcotub Zalau       | 30 : 19 (17 : 12) | 24 : 26 (15 : 11) |
| Slovan Duslo Sala           | 56 : 59    | ZRK Knjaz Miloš           | 29 : 24 (15 : 10) | 27 : 35 (14 : 19) |
| HB Metz Moselle Lorraine    | 56 : 58    | Orsan Elda Prestigio      | 30 : 30 (17 : 16) | 26 : 28 (09 : 13) |
| Podravka Vegeta, Koprivnica | 46 : 46(a) | ZRK Buducnost MONET       | 28 : 22 (13 : 10) | 18 : 24 (08 : 10) |
| 1. FC Nürnberg              | 50 : 54    | Dunaferr NK               | 20 : 25 (12 : 14) | 30 : 29 (14 : 15) |
| Aalborg DH                  | 60 : 58    | HC "Motor" Zaporozhye     | 34 : 29 (19 : 15) | 26 : 29 (15 : 13) |
| SPR ICom Lubin              | 57 : 60    | Dinamo Volgograd          | 36 : 33 (18 : 17) | 21 : 27 (08 : 15) |

## Gruppenphase

### Gruppen
| Gruppe A             | Gruppe B         | Gruppe C                  | Gruppe D         |
| -------------------- | ---------------- | ------------------------- | ---------------- |
| RK Ljubljana         | Slagelse DT      | Hypo Niederösterreich     | HC Gjorce Petrov |
| Viborg HK            | GK Lada Toljatti | CBM Astroc Sagunto        | Aalborg DH       |
| Larvik HK            | Dunaferr NK      | ZRK Buducnost MONET       | Győri ETO KC     |
| Orsan Elda Prestigio | ZRK Knjaz Miloš  | Byasen HB Elite Trondheim | Dinamo Volgograd |

### Gruppe A
| Datum                       |                      | Ergebnis          |                      |
| --------------------------- | -------------------- | ----------------- | -------------------- |
| 7. Januar 2006, 16:30 Uhr   | Orsan Elda Prestigio | 27 : 28 (14 : 15) | Larvik HK            |
| 8. Januar 2006, 16:25 Uhr   | Viborg HK            | 28 : 34 (14 : 16) | RK Ljubljana         |
| 14. Januar 2006, 17:15 Uhr  | RK Ljubljana         | 29 : 26 (14 : 12) | Orsan Elda Prestigio |
| 15. Januar 2006, 14:15 Uhr  | Larvik HK            | 23 : 31 (13 : 16) | Viborg HK            |
| 21. Januar 2006, 16:15 Uhr  | Larvik HK            | 29 : 23 (16 : 09) | RK Ljubljana         |
| 22. Januar 2006, 16:25 Uhr  | Viborg HK            | 33 : 27 (20 : 13) | Orsan Elda Prestigio |
| 28. Januar 2006, 16:30 Uhr  | Orsan Elda Prestigio | 17 : 25 (09 : 12) | RK Ljubljana         |
| 29. Januar 2006, 16:15 Uhr  | Viborg HK            | 30 : 27 (15 : 17) | Larvik HK            |
| 11. Februar 2006, 18:15 Uhr | Larvik HK            | 27 : 19 (14 : 07) | Orsan Elda Prestigio |
| 12. Februar 2006, 16:00 Uhr | RK Ljubljana         | 26 : 21 (15 : 12) | Viborg HK            |
| 18. Februar 2006, 16:00 Uhr | RK Ljubljana         | 24 : 19 (11 : 11) | Larvik HK            |
| 19. Februar 2006, 16:25 Uhr | Orsan Elda Prestigio | 27 : 30 (14 : 14) | Viborg HK            |

### Gruppe B
| Datum                       |                  | Ergebnis          |                  |
| --------------------------- | ---------------- | ----------------- | ---------------- |
| 7. Januar 2006, 16:15 Uhr   | ZRK Knjaz Miloš  | 24 : 33 (10 : 15) | Slagelse DT      |
| 7. Januar 2006, 16:15 Uhr   | Dunaferr NK      | 30 : 27 (17 : 14) | GK Lada Toljatti |
| 14. Januar 2006, 16:15 Uhr  | Slagelse DT      | 27 : 25 (12 : 10) | Dunaferr NK      |
| 14. Januar 2006, 17:00 Uhr  | GK Lada Toljatti | 32 : 23 (17 : 12) | ZRK Knjaz Miloš  |
| 21. Januar 2006, 18:00 Uhr  | ZRK Knjaz Miloš  | 24 : 27 (13 : 15) | Dunaferr NK      |
| 21. Januar 2006, 19:15 Uhr  | GK Lada Toljatti | 29 : 28 (17 : 14) | Slagelse DT      |
| 28. Januar 2006, 16:15 Uhr  | Dunaferr NK      | 23 : 27 (09 : 15) | Slagelse DT      |
| 28. Januar 2006, 18:00 Uhr  | ZRK Knjaz Miloš  | 27 : 25 (14 : 16) | GK Lada Toljatti |
| 11. Februar 2006, 16:15 Uhr | Slagelse DT      | 36 : 24 (18 : 10) | ZRK Knjaz Miloš  |
| 12. Februar 2006, 16:00 Uhr | GK Lada Toljatti | 31 : 26 (16 : 12) | Dunaferr NK      |
| 18. Februar 2006, 16:15 Uhr | Slagelse DT      | 27 : 24 (15 : 13) | GK Lada Toljatti |
| 19. Februar 2006, 13:00 Uhr | Dunaferr NK      | 39 : 24 (21 : 13) | ZRK Knjaz Miloš  |

### Gruppe C
| Datum                       |                       | Ergebnis          |                       |
| --------------------------- | --------------------- | ----------------- | --------------------- |
| 7. Januar 2006, 18:00 Uhr   | ZRK Buducnost MONET   | 23 : 28 (12 : 14) | CBM Astroc Sagunto    |
| 8. Januar 2006, 16:15 Uhr   | Byasen Trondheim      | 21 : 23 (11 : 12) | Hypo Niederösterreich |
| 13. Januar 2006, 20:15 Uhr  | Hypo Niederösterreich | 36 : 30 (21 : 14) | ZRK Buducnost MONET   |
| 14. Januar 2006, 16:30 Uhr  | CBM Astroc Sagunto    | 25 : 31 (11 : 16) | Byasen Trondheim      |
| 20. Januar 2006, 20:15 Uhr  | Hypo Niederösterreich | 26 : 28 (14 : 15) | CBM Astroc Sagunto    |
| 21. Januar 2006, 20:30 Uhr  | ZRK Buducnost MONET   | 29 : 19 (18 : 10) | Byasen Trondheim      |
| 29. Januar 2006, 18:00 Uhr  | ZRK Buducnost MONET   | 21 : 20 (10 : 06) | Hypo Niederösterreich |
| 29. Januar 2006, 18:00 Uhr  | Byasen Trondheim      | 27 : 17 (16 : 09) | CBM Astroc Sagunto    |
| 10. Februar 2006, 18:30 Uhr | Hypo Niederösterreich | 36 : 27 (17 : 12) | Byasen Trondheim      |
| 11. Februar 2006, 16:30 Uhr | CBM Astroc Sagunto    | 29 : 22 (13 : 13) | ZRK Buducnost MONET   |
| 18. Februar 2006, 16:30 Uhr | CBM Astroc Sagunto    | 26 : 27 (10 : 12) | Hypo Niederösterreich |
| 19. Februar 2006, 16:15 Uhr | Byasen Trondheim      | 22 : 25 (13 : 15) | ZRK Buducnost MONET   |

### Gruppe D
| Datum                       |                  | Ergebnis          |                  |
| --------------------------- | ---------------- | ----------------- | ---------------- |
| 7. Januar 2006, 17:30 Uhr   | HC Gjorce Petrov | 32 : 22 (15 : 12) | Győri ETO KC     |
| 8. Januar 2006, 16:50 Uhr   | Dinamo Volgograd | 31 : 31 (15 : 17) | Aalborg DH       |
| 14. Januar 2006, 16:15 Uhr  | Győri ETO KC     | 25 : 23 (11 : 10) | Dinamo Volgograd |
| 15. Januar 2006, 16:25 Uhr  | Aalborg DH       | 29 : 28 (14 : 13) | HC Gjorce Petrov |
| 21. Januar 2006, 14:45 Uhr  | Aalborg DH       | 38 : 29 (21 : 13) | Győri ETO KC     |
| 21. Januar 2006, 17:30 Uhr  | HC Gjorce Petrov | 28 : 28 (15 : 13) | Dinamo Volgograd |
| 28. Januar 2006, 17:30 Uhr  | HC Gjorce Petrov | 29 : 26 (16 : 12) | Aalborg DH       |
| 29. Januar 2006, 16:00 Uhr  | Dinamo Volgograd | 19 : 21 (13 : 11) | Győri ETO KC     |
| 11. Februar 2006, 16:15 Uhr | Győri ETO KC     | 26 : 28 (17 : 12) | HC Gjorce Petrov |
| 12. Februar 2006, 14:40 Uhr | Aalborg DH       | 29 : 21 (13 : 10) | Dinamo Volgograd |
| 18. Februar 2006, 16:15 Uhr | Győri ETO KC     | 31 : 29 (16 : 17) | Aalborg DH       |
| 18. Februar 2006, 19:00 Uhr | Dinamo Volgograd | 26 : 22 (11 : 11) | HC Gjorce Petrov |

## Viertelfinale
Die Hinspiele fanden am 11.–13. März 2006 statt. Die Rückspiele fanden am 18./19. März 2006 statt.
| Mannschaft 1       | Mannschaft 2          | Hinspiel          | Rückspiel         | Gesamt   |
| ------------------ | --------------------- | ----------------- | ----------------- | -------- |
| GK Lada Toljatti   | RK Ljubljana          | 36 : 29 (21 : 16) | 18 : 25 (09 : 11) | 54* : 54 |
| Viborg HK          | Slagelse DT           | 26 : 28 (12 : 14) | 30 : 24 (17 : 13) | 56 : 52  |
| Aalorg DH          | Hypo Niederösterreich | 28 : 29 (15 : 14) | 30 : 28 (13 : 14) | 58 : 57  |
| CBM Astroc Sagunto | HC Gjorce Petrov      | 26 : 24 (15 : 15) | 27 : 29 (13 : 15) | 53* : 53 |

* RK Ljubljana und CBM Astroc Sagunto qualifizierten sich aufgrund der Auswärtstorregel für die nächste Runde.

## Halbfinale
Die Hinspiele fanden am 15./17. April 2006 statt. Die Rückspiele fanden am 22./23. April 2006 statt.
| Mannschaft 1       | Mannschaft 2 | Hinspiel          | Rückspiel         | Gesamt  |
| ------------------ | ------------ | ----------------- | ----------------- | ------- |
| CBM Astroc Sagunto | Viborg HK    | 26 : 31 (13 : 12) | 28 : 32 (15 : 13) | 54 : 63 |
| Aalorg DH          | RK Ljubljana | 16 : 24 (07 : 12) | 31 : 30 (17 : 14) | 47 : 54 |

## Finale
Das Hinspiel fand am 14. Mai 2006 statt. Das Rückspiel fand am 20. Mai 2006 statt.
| Mannschaft 1 | Mannschaft 2 | Hinspiel          | Rückspiel         | Gesamt  |
| ------------ | ------------ | ----------------- | ----------------- | ------- |
| RK Ljubljana | Viborg HK    | 22 : 24 (12 : 11) | 21 : 20 (10 : 08) | 43 : 44 |

## Statistiken

### Torschützenliste
| Rang | Spielerin                  | Mannschaft            | Tore |
| ---- | -------------------------- | --------------------- | ---- |
| 01.  | Natalija Derepasko         | RK Ljubljana          | 86   |
| 02.  | Tatjana Logwin             | Hypo Niederösterreich | 83   |
| 03.  | Heidi Astrup               | Viborg HK             | 60   |
| 04.  | Louise Pedersen            | Aalborg DH            | 52   |
| 05.  | Yeliz Özel                 | HC Gjorce Petrov      | 48   |
|      | Montserrat Puche Díaz      | CBM Astroc Sagunto    | 48   |
| 07.  | Grit Jurack                | Viborg HK             | 47   |
|      | Ljudmila Postnowa          | GK Lada Toljatti      | 47   |
| 09.  | Alexandrina Cabral Barbosa | CBM Astroc Sagunto    | 46   |
| 10.  | Henriette Mikkelsen        | Viborg HK             | 46   |